# Herma Bauma
Hermine ("Herma") Bauma, född 23 januari 1915 i Wien, död 9 februari 2003 i Wien, var en österrikisk friidrottare.
Bauma blev silvermedaljör i spjut vid den IV.e damolympiaden 1934 i London, hon blev även olympisk mästare i spjutkastning vid olympiska sommarspelen 1948 i London.